# Stafford (Connecticut)
Stafford es un pueblo ubicado en el condado de Tolland en el estado estadounidense de Connecticut. En el año 2005 tenía una población de 11.307 habitantes y una densidad poblacional de 75.3 personas por km².

## Geografía
Stafford se encuentra ubicada en las coordenadas 41°59′00″N 72°18′58″O / 41.98333, -72.31611.

## Demografía
Según la Oficina del Censo en 2000 los ingresos medios por hogar en la localidad eran de $52,699, y los ingresos medios por familia eran $61,694. Los hombres tenían unos ingresos medios de $42,157 frente a los $29,896 para las mujeres. La renta per cápita para la localidad era de $22,017. Alrededor del 5.5% de la población estaban por debajo del umbral de pobreza.